# (739) Mandeville
(739) Mandeville ist ein Asteroid des Hauptgürtels, der am 7. Februar 1913 vom US-amerikanischen Astronomen Joel Hastings Metcalf in Winchester, Massachusetts entdeckt wurde. 
Der Asteroid wurde nach der Stadt Mandeville auf Jamaika benannt.